# Gold Afternoon Fix
Gold Afternoon Fix es el sexto álbum de estudio de la banda de rock australiana The Church. Fue publicado el 13 de marzo de 1990 por Arista Records en Estados Unidos. Luego del éxito moderado de Starfish en radioemisoras estadounidenses, el sello Arista frustró las posibilidades de trabajar con John Paul Jones de Led Zeppelin para evitar un posible álbum menos comercial, llamando nuevamente a Waddy Wachtel para la producción del material.
En medio de las grabaciones, nuevas tensiones surgieron entre los miembros de la banda y el productor, donde Richard Proog terminó abandonando la banda, siendo reemplazado posteriormente por Jay Dee Daugherty en la gira promocional.
Debido a esta ausencia, todas las canciones restantes fueron secuenciadas en una caja de ritmos, siendo un punto de crítica constante por los demás miembros de la banda. Willson-Piper expresaba con desdén que el álbum contenía un sonido plano y pulcro, mientras que Kilbey lo ha considerado como su «álbum más mediocre» como banda.

## Lista de canciones
| N.º   | Título                   | Duración |  |
| 1.    | «Pharaoh»                | 3:55     |  |
| 2.    | «Metropolis»             | 4:44     |  |
| 3.    | «Terra Nova Cain»        | 5:11     |  |
| 4.    | «City»                   | 3:24     |  |
| 5.    | «Monday Morning»         | 2:46     |  |
| 6.    | «Russian Autumn Heart»   | 4:06     |  |
| 7.    | «Essence»                | 5:14     |  |
| 8.    | «You're Still Beautiful» | 3:07     |  |
| 9.    | «Disappoinment»          | 6:11     |  |
| 10.   | «Transient»              | 4:23     |  |
| 11.   | «Laughing»               | 4:37     |  |
| 12.   | «Fading Away»            | 3:39     |  |
| 13.   | «Grind»                  | 6:08     |  |
| 57:29 |                          |          |  |

### Reedición australiana (2005)
| N.º      | Título                  | Duración |  |
| 1.       | «Much Too Much»         | 3:51     |  |
| 2.       | «Take It Back»          | 4:03     |  |
| 3.       | «Desert»                | 2:50     |  |
| 4.       | «Forgotten Reign»       | 4:20     |  |
| 5.       | «Hunter»                | 4:24     |  |
| 6.       | «Dream»                 | 2:56     |  |
| 7.       | «Ride Into the Sunset»  | 4:32     |  |
| 8.       | «You Got Off Light»     | 3:29     |  |
| 9.       | «The Feast»             | 4:49     |  |
| 10.      | «Metropolis (Acoustic)» | 4:18     |  |
| 11.      | «Grind (Acoustic)»      | 5:37     |  |
| 01:42:58 |                         |          |  |

## Posicionamiento en listas
| Listas (1990)                     | Mejor posición |
| --------------------------------- | -------------- |
| Australia (ARIA Charts)           | 12             |
| Estados Unidos (Billboard 200)    | 66             |
| Nueva Zelanda (Recorded Music NZ) | 28             |
| Países Bajos (Album Top 100)      | 68             |
| Suecia (Topplistan)               | 44             |